# 文远街道
文远街道，是中华人民共和国山西省朔州市朔城区下辖的一个乡镇级行政单位。2023年2月20日设立，以原北旺庄街道管辖的民福街中心社区和代管的平朔中心社区、神头街道代管的经开北中心社区和经开南中心社区划归至文远街道，文远街道驻地位于原平朔劳动服务公司。

## 行政区划
文远街道下辖以下地区：
民福街中心社区、平朔中心社区、经开北中心社区和经开南中心社区。